# Sydney Domville Rowland
Sydney Domville Rowland (29 de marzo de 1872 - 6 de marzo de 1917) fue un médico inglés y el primer editor del mundo de una revista de radiología. Acuñó el término «skiagrafía» y escribió algunos de los primeros trabajos sobre rayos X en los Archives of Clinical Skiagraphy que precedieron al British Journal of Radiology.
Rowland trabajó en la India y ayudó a confirmar cómo las ratas portadoras de pulgas transmiten la peste, y más tarde se unió al Cuerpo Médico del Ejército Real en la Primera Guerra Mundial como bacteriólogo en Francia, donde trabajó en heridas sépticas, portadores de tifoidea y gangrena gaseosa, y estableció subir Laboratorio Móvil N°1, el primero de su tipo. Murió a la edad de 44 años tras contraer meningitis durante su trabajo.

## Primeros años y educación
Sydney Rowland nació en Cornualles, Reino Unido, el 29 de marzo de 1872, el hijo mayor del reverendo William J. Rowland y Margaret Domville. Tenía una hermana, Agnes, y dos hermanos, William y Cecil. Ernest Hart, editor del British Medical Journal (BMJ), era su tío. En 1873, se mudó a la India con su familia y vivió en Jabalpur, Calcuta (ahora Calcuta) y Darjeeling  En 1880 regresó a Inglaterra y asistió a la Berkhamsted School, donde obtuvo una beca. Ganó una beca de ciencias naturales para Downing College, Cambridge, donde fue presidente de la Sociedad de Historia Natural, y de donde se graduó en 1892 con 1.ª Clase en Ciencias Naturales Tripos Parte I, y en 1893 con 2.ª Clase en la Parte II. Aprobó su primer y segundo MB en Cambridge y ganó la beca Shuter en el St Bartholomew's Hospital de Londres, de donde se graduó MRCS, LRCP en 1897.

## Carrera

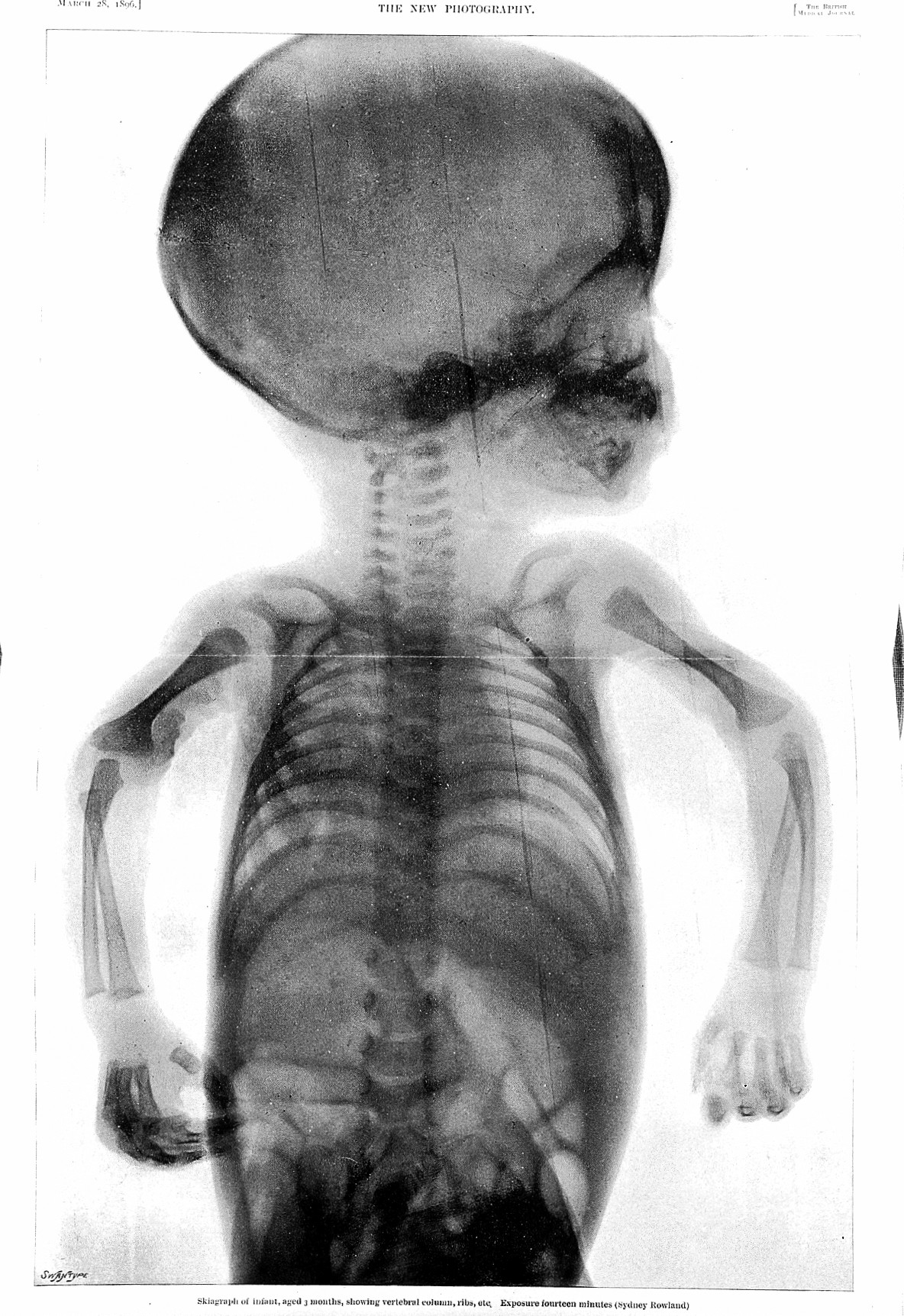
Skiagrafía de un bebé de tres meses por Rowland, 1896.

La carrera de Rowland comenzó en el periodismo médico cuando todavía era estudiante de medicina cuando, en 1896, como pasante de Hart, el año siguiente al descubrimiento de los rayos X, el BMJ nombró a Rowland como «comisionado especial» para producir un informe sobre el uso clínico de los rayos X titulado Report on the Application of the New Photography in Medicine and Surgery («Informe sobre la aplicación de la nueva fotografía en medicina y cirugía»). Se publicó en 17 partes entre el 8 de febrero de 1896 y el 12 de junio de 1897. En mayo de 1896, fundó la primera revista de rayos X del mundo, Archives of Clinical Skiagraph, una revista de radiología que precedió a la British Journal of Radiology. En el prefacio del primer número, escrito en abril de 1896, escribió que «el objetivo de esta publicación es dejar constancia de forma permanente de algunas de las aplicaciones más sorprendentes de la nueva fotografía a las necesidades de la medicina y la cirugía». Acuñó el término «skiagrafía» para describir la realización de imágenes de rayos X y escribió algunos de los primeros trabajos sobre radiología. Sin expertos en radiología ni departamentos de rayos X en ese momento, su diario se convirtió en una lectura esencial.
Dejó de estudiar rayos X en 1897 y pasó al campo de la medicina de laboratorio. Al año siguiente, se convirtió en bacteriólogo asistente en el Hospital Lister. En 1905, Lister lo envió a la India para investigar y confirmar la teoría de que la peste se transmite por ratas portadoras de pulgas. Regresó a Inglaterra en 1908 y 1909 y fue enviado nuevamente a la Comisión de la Peste. Aun así, esta vez para investigar la prevención de la peste en el Reino Unido y más tarde para descubrir cómo apareció un brote de peste en la aldea de Freston, East Suffolk. 
Posteriormente, se unió al Cuerpo Médico del Ejército Real en la Primera Guerra Mundial como bacteriólogo. En 1914 compró una gran caravana en Inglaterra y montó el Laboratorio Móvil No. 1, que él mismo condujo hasta la zona del ejército en Francia. Fue el primero de su tipo y sirvió de modelo para los laboratorios móviles posteriores. Durante la guerra, también trabajó en heridas sépticas, portadores de fiebre tifoidea y gangrena gaseosa. En 1915 ascendió al rango de Mayor y trabajó con el 26.º Cuerpo Médico del Ejército Real del Hospital General.

## Muerte
Rowland murió el 6 de marzo de 1917, a los 44 años, tras contraer meningitis. Está enterrado en el Cementerio Militar de Étaples.

## Publicaciones seleccionadas
- Rowland, Sydney (29 de febrero de 1896). «Report on the Application of the New Photography to Medicine and Surgery». British Medical Journal 1 (1835): 556-559. ISSN 0007-1447. PMC 2406392.
- Rowland, Sydney (3 de octubre de 1896). «The X Rays and their Application to Practice and Diagnosis». British Medical Journal 2 (1866): 925-926. ISSN 0007-1447. PMC 2510656. PMID 20756485. doi:10.1136/bmj.2.1866.925.
- Rowland, Sydney (Noviembre de 1910). «XXXVIII. First Report on Investigations into Plague Vaccines». Journal of Hygiene (en inglés) 10 (3): 536-565. PMC 2167394. PMID 20474429. doi:10.1017/S0022172400043084.
- Rowland, Sydney (Enero de 1914). «LXVI. The morphology of the plague bacillus». The Journal of Hygiene 13 (Suppl): 418-422.13. ISSN 0022-1724. PMC 2167464. PMID 20474554.